# Parafia św. Anny w Lędzinach
Parafia św. Anny – rzymskokatolicka parafia znajdująca się w Lędzinach. Parafia należy do dekanatu Lędziny w archidiecezji katowickiej.
Została erygowana 13 września 1981. Kościół poświęcił abp Damian Zimoń 20 października 1992.